# John W. Wydler
John Waldemar Wydler (ur. 9 czerwca 1924 w Brooklynie, zm. 4 sierpnia 1987 w Waszyngtonie) – amerykański polityk, członek Partii Republikańskiej.

## Działalność polityczna
W okresie od 3 stycznia 1963 do 3 stycznia 1973 przez pięć kadencji był przedstawicielem 4. okręgu, a następnie do 3 stycznia 1981 przez cztery kadencje przedstawicielem 5. okręgu wyborczego w stanie Nowy Jork w Izbie Reprezentantów Stanów Zjednoczonych.